# 福岡町站
福岡町站（日语：／ Fukuokachō eki */?）是一座位於愛知縣岡崎市福岡町，名古屋鐵道（名鐵）福岡線的車站（廢站）。而福岡線實際上為岡崎市內線的一部分，使用電車行走。
本條目將會同時記述此站前身名鐵西尾線（舊線）的土呂站。

## 歷史
原本的名鐵西尾線是由西三軌道營業。在當初開業的區間（岡崎新 - 西尾）中曾經設有土呂站（日语：／）。後來路線暫停營業後，只有一部分的西尾線重開，並且改名為福岡線，而此站重開時的名稱被改為福岡町站。而其餘部分（岡崎新 - 西尾）沒有重開，後來更被廢除。因此，在福岡町站重開後沒有西尾線電動列車駛入。

### 年表
- 1911年（明治44年）10月30日 - 西三軌道岡崎新至西尾之間開業，土呂站啟用。
- 1912年（明治45年）1月25日 - 西三軌道改名為西尾鐵道。
- 1926年（大正15年）12月1日 - 西尾鐵道與愛知電氣鐵道（日语：愛知電気鉄道）合併。岡崎新至西尾至吉田港之間的路線名稱為西尾線。
- 1929年（昭和4年）4月1日 - 西尾線岡崎新至西尾之間電氣化（600V）和改軌距至1067mm。
- 1935年（昭和10年）8月1日 - 愛知電氣鐵道與名岐鐵道合併為名古屋鐵道。成為名古屋鐵道的車站。
- 1943年（昭和18年）12月16日 - 西尾線岡崎新至西尾之間成為不要不急路線而暫停營業。此站也暫停營業。
- 1947年（昭和22年） - 在西尾線暫停營業區間中，有團體發起活動，希望岡崎新至土呂之間重開。岡崎市、福岡町（日语：福岡町 (愛知県)）和六美村（日语：六ツ美町）分擔3分之1工程費以使該區間重開。
- 1951年（昭和26年）12月1日 - 岡崎新（岡崎站前）至此站重開，路線名稱改為福岡線。此站重開，並改名為福岡町站。
- 1959年（昭和34年）11月25日 - 西尾線 此站至西尾之間正式廢除。
- 1962年（昭和37年）6月17日 - 岡崎市內線與福岡線福岡町至大樹寺之間廢除，此站被廢除[1][2]。

## 車站構造
在土呂站的時代中，由於當時為鐵路線，因此設有鐵路車輛專用的高地台月台和站舍。
在戰後當以福岡線福岡町站的名義重開時，由於為了讓岡崎市內線的電車駛入此站，因此新設低地台月台，另外新建設了一座較小型的站舍。

### 配線圖
| ← 岡崎新方向    | 土呂站 站內配線略圖（1943年） | → 西尾方向 |
| 图例 参考文献： |                               |            |

| ← 岡崎駅前方向  | 福岡町站 站內配線略圖（1957年） |  |
| 图例 参考文献： |                                 |  |

## 廢除後
福岡線在廢線後大部分路段變為名鐵巴士的巴士專用道路。該巴士專用道路在2016年被廢除。。
車站遺址是名鐵巴士福岡町巴士站。曾經車站遺址被用作巴士回轉場。

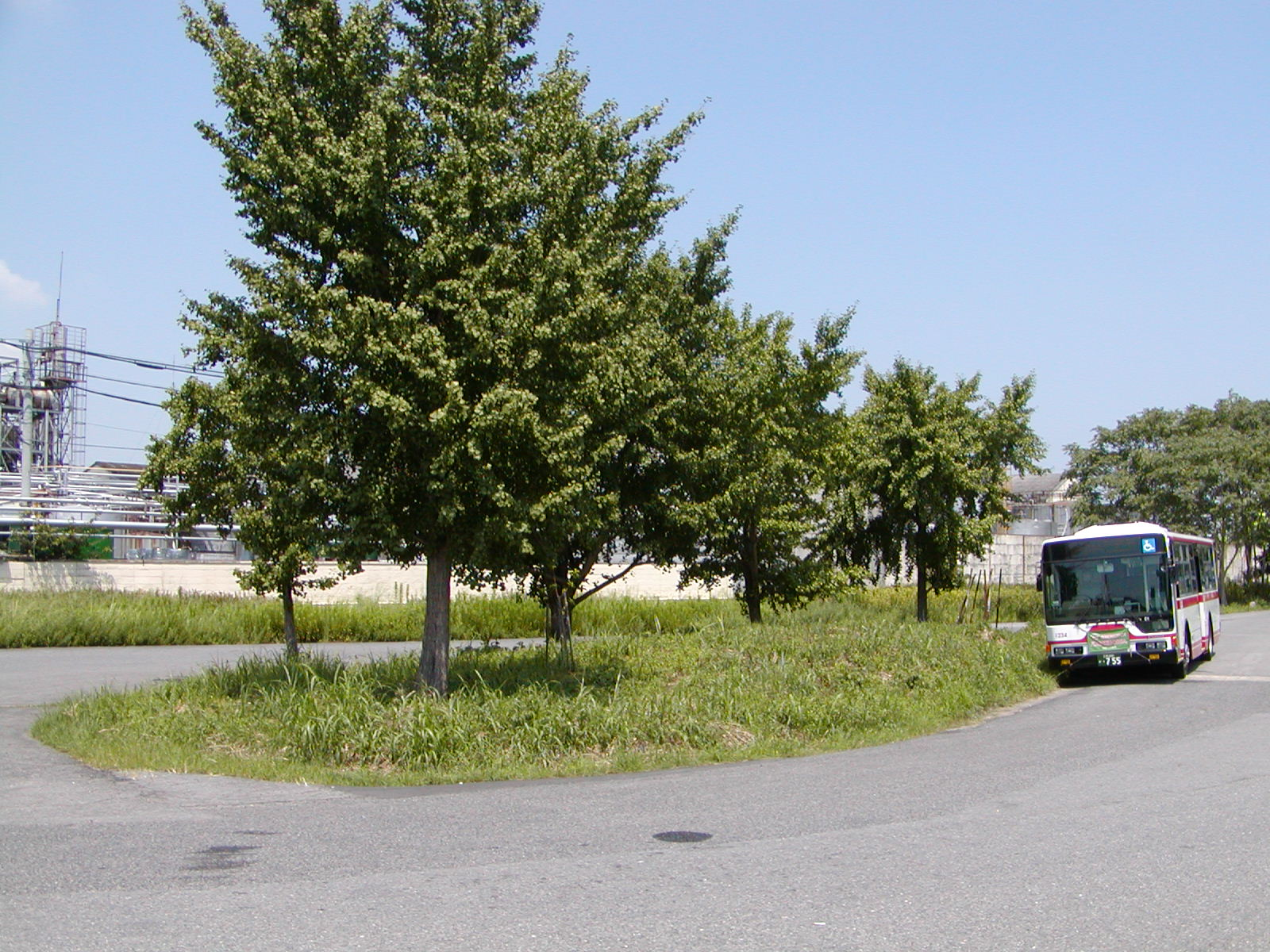
車站遺址曾經是巴士回轉場

## 相鄰車站
名古屋鐵道
福岡線（岡崎市內線）
西若松－福岡町
西尾線（舊線）
岡崎新－土呂－三河中島
曾經此站與三河中島站之間設有占部站（於1917年廢除）。

## 注腳
1. ↑  和久田康雄著《鉄道ファンのための私鉄史研究資料》「5505 名古屋電気鉄道（1921.7.1譲渡）名古屋鉄道（1930.9.5改称）名岐鉄道（1935.8.1譲渡）名古屋鉄道」p.101 電氣車研究會 2014年4月25日
2. ↑  今尾惠介（監修）.  7号 東海. 新潮社. 2008-11-18: 44. ISBN 978-4107900258 （日语）.
3. ↑  清水武、田中義人《名古屋鉄道車両史 上巻》、Alpha Beta Books、2019年、p.181、ISBN 978-4865988475
4. ↑  清水武、田中義人《名古屋鉄道車両史 下巻》、Alpha Beta Books、2019年、p.185、ISBN 978-4865988482
5. ↑  清水武、田中義人 《名古屋鉄道 1世紀の記録》 Alpha Beta Books、2016年、101頁。